# Schreck FBA-17H
Schreck FBA-17H – francuski patrolowy wodnosamolot, budowany w wersjach łodzi latającej lub amfibii. Zaprojektowany i zbudowany w 1923 roku w wytwórni lotniczej Hydravions Louis Schreck FBA w Argenteuil we Francji.

## Historia
Na początku 1921 roku właściciel i konstruktor wytwórni lotniczej Hydravions Louis Schreck FBA zaprojektował samolot wielozadaniowy oznaczony jako FBA-17. Francuska marynarka przyjęła go na swoje wyposażenie i zakłady FBA wyprodukowały serię liczącą 30 egzemplarzy. Dwa lata później powstała wersja szkolna oznaczona jako FBA-17HE2 .

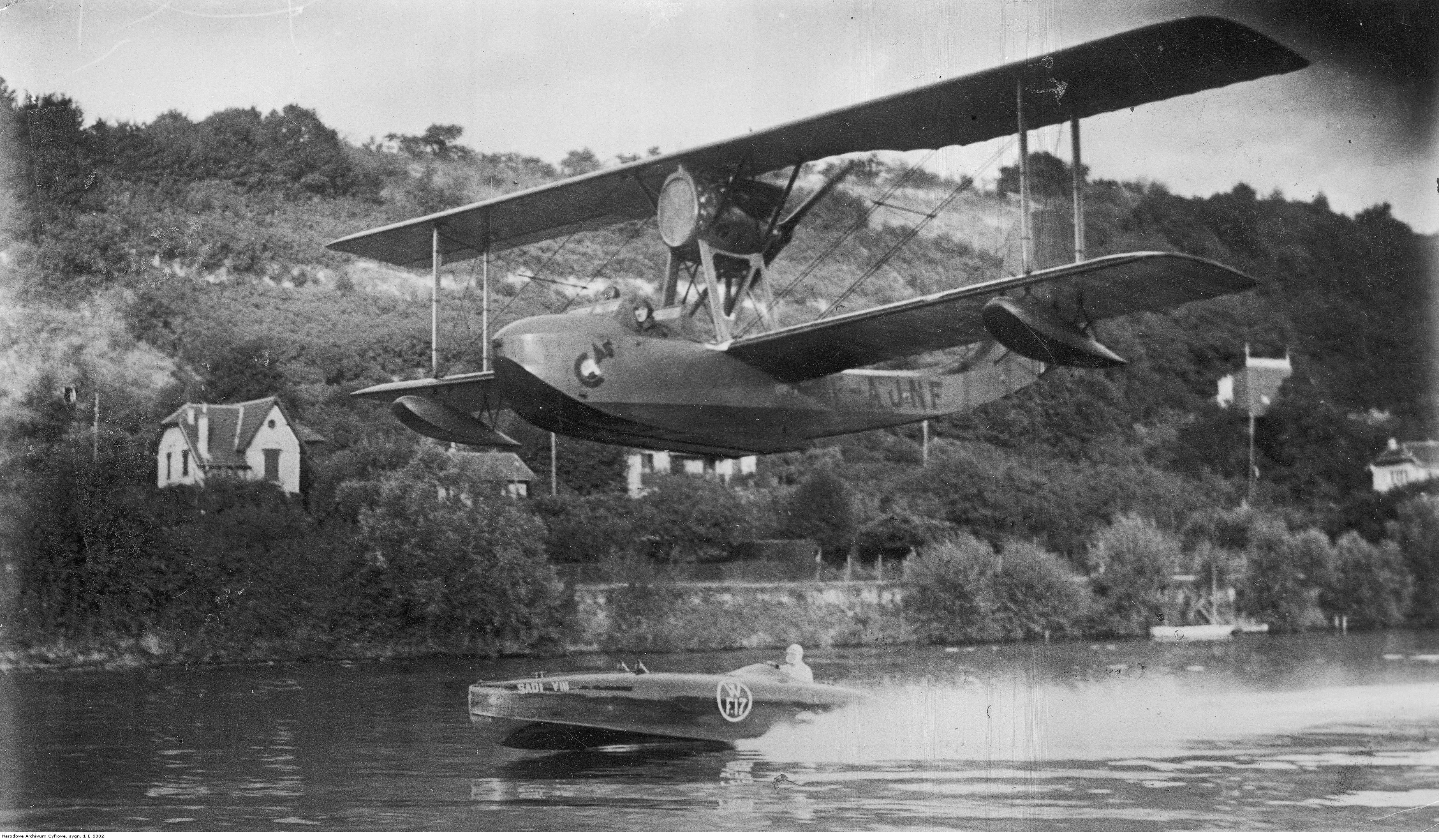
Wyścig francuskiej łodzi latającej Schreck FBA-17H z łodzią motorową

Była to dwupłatowa łódź latająca, napędzana silnikiem rzędowym chłodzonym cieczą, zamontowanym pod górnym płatem w osi symetrii samolotu. Płaty o kształcie prostokątnym drewniane, kryte płótnem, dwudźwigarowe, wsparte między sobą słupkami metalowymi i usztywnione cięgnami stalowymi. Lotki umieszczono tylko na górnym płacie. Pod dolnym płatem znajdowały się dwa ustateczniające drewniane pływaki. Kadłub miał konstrukcję kratownicową, drewnianą, pokrycie ze sklejki. Jego spód miał kształt łodzi płaskodennej i wyposażony był w tzw. wąsy, tj. listwy wzdłuż boków części dennej. Pełniły one rolę kierownic strug wody i tłumiły powstające podczas startu i wodowania duże rozbryzgi wody. Z przodu w górnej części kadłuba mieściła się odkryta kabina, osłonięta płaskim wiatrochronem, składającym się z dwóch prostokątnych szyb. W kabinie wyposażonej w dwuster rozmieszczono obok siebie fotele instruktora i ucznia. Tył kadłuba przechodził w statecznik pionowy, do którego był przymocowany ster kierunku oraz mniej więcej w połowie wysokości usterzenie poziome.
W 1924 roku na podstawie samolotu szkolnego FBA-17HE2 opracowano wersję patrolowego samolotu-amfibii, oznaczono go jako FBA-17HMT2. Od swojego poprzednika różnił się tylko silnikiem o większej mocy oraz zastosowaniem podwozia kołowego podciąganego w locie i przy wodowaniu pod spód dolnego płata za pomocą ręcznego mechanizmu obsługiwanego przez obserwatora. W kabinie miejsce obserwatora mieściło się z prawej strony, a pilota z lewej.
Łącznie wyprodukowano 140 samolotów FBA-17H obu wersji, z tego 115 było używanych przez lotnictwo francuskie, 16 zakupiła Polska, 3 – Kanada i 2 – Japonia.

## Użycie w lotnictwie
Łodzie latające i samoloty-amfibie FBA-17H były powszechnie stosowane pod koniec lat dwudziestych i w pierwszej połowie lat trzydziestych we francuskim lotnictwie w bazach morskich w rejonie Morza Śródziemnego i na Bliskim Wschodzie.

## Użycie samolotu w lotnictwie polskim

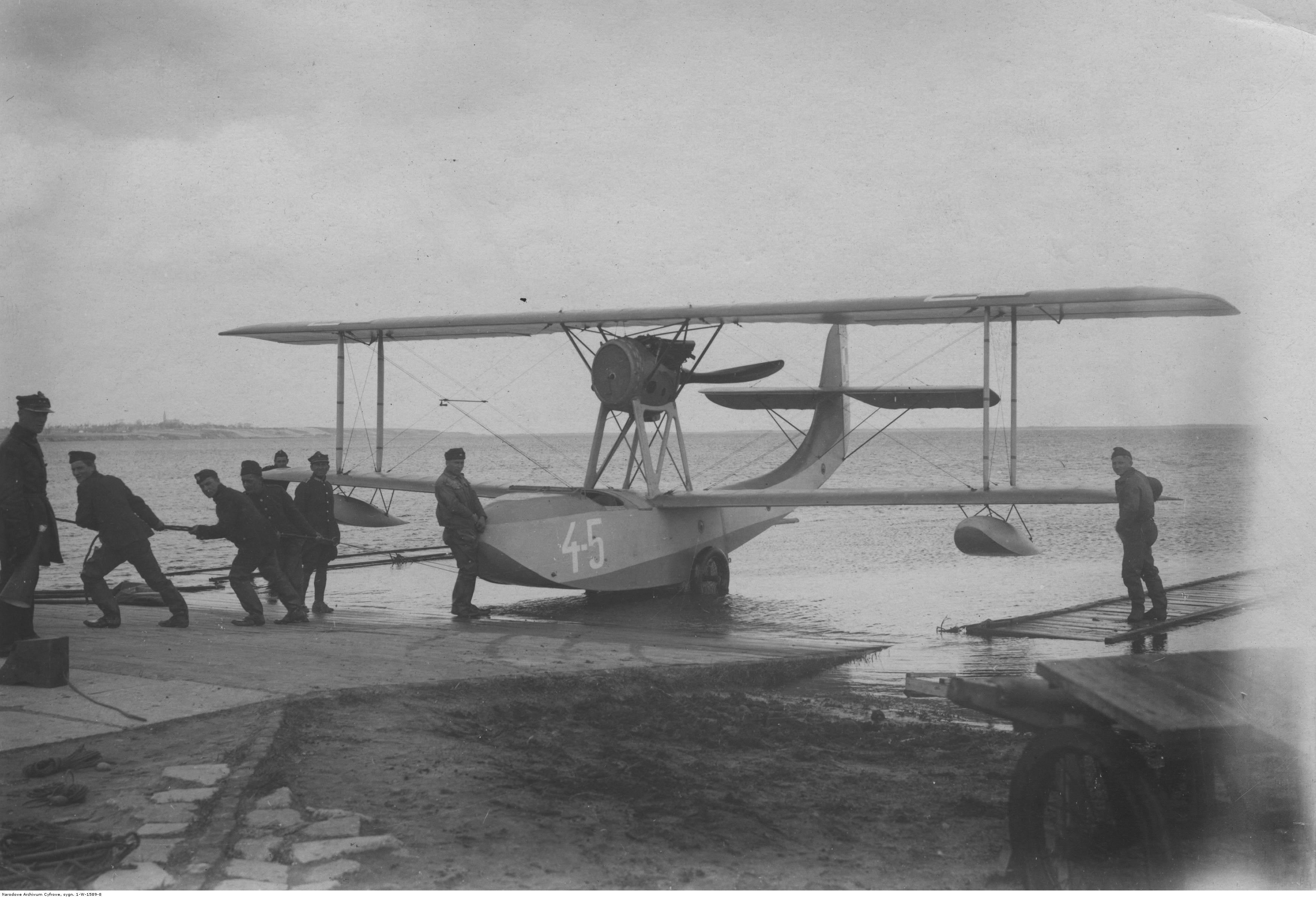
Łódź latająca Schreck FBA-17HE2 nr 4-5 na pochylni

W 1926 roku zakupiono we Francji 6 szkolnych łodzi latających Schreck FBA-17HE2 i 12 patrolowych samolotów-amfibii Schreck FBA-17HMT2, które zostały przydzielone do Morskiego Dywizjonu Lotniczego w Pucku. Samoloty te znalazły się w Eskadrze Szkolnej i Bliskich Wywiadów tego dywizjonu. Kilka z tych samolotów zostało wydzielonych z dywizjonu do współpracy z flotyllą rzeczną, a w 1927 roku sformowano z nich pluton wywiadowczy Flotylli Rzecznej w Pińsku (przekształcony później w Rzeczną Eskadrę Lotniczą). Samoloty-amfibie FBA-17HMT2 były eksploatowane do 1937 roku, samoloty szkolne FBA-17HE2 do 1932 roku. Jeden samolot FBA-17HE2 numer 4-4, który był samolotem dyspozycyjnym dowódcy Morskiego Dywizjonu Lotniczego, używany był do 1939 roku i w dniu 8 września 1939 roku został zniszczony w czasie nalotu niemieckiego w Zatoce Puckiej, gdzie był zakotwiczony przy brzegu, kilkaset metrów od portu wojennego na Helu. Być może do września 1939 roku dotrwał jeszcze inny FBA-17HE-2, zniszczony w toku kampanii, gdyż w 2017 roku ujawniono zdjęcia samolotu tego typu o numerze 40 (nie można jednak wykluczyć, że chodzi o samolot dowódcy MDLot).
Natomiast jeden samolot FBA-17HMT2 o nazwie „Lubliniak”, który był ufundowany przez czytelników „Głosu Lubelskiego”, po wycofaniu ze służby liniowej w lotnictwie wojskowym, był używany w środkowej i wschodniej Polsce do lotów propagandowych przez Zarząd Główny Ligi Obrony Powietrznej Państwa (LOPP).

## Opis techniczny samolotów Schreck FBA-17H

### Samolotu Schreck FBA-17HE2
Samolot FBA-17HE2 był dwumiejscową łodzią latającą, dwupłatem o konstrukcji mieszanej. Podwozia nie posiadał – przystosowany był do startu z powierzchni wody i lądowania na niej. Napęd stanowił silnik rzędowy. Śmigło dwułopatowe, drewniane, pchające.

### Samolotu Schreck FBA-17HMT2
Samolot Schreck FBA-17HMT2 był dwumiejscowym patrolowym samolotem-amfibią, dwupłatem o konstrukcji mieszanej. Podwozie klasyczne wciągane pod płat w locie i przy wodowaniu. Napęd stanowił silnik rzędowy. Śmigło dwułopatowe, drewniane, pchające.